# Muninpää
Muninpää är en udde i Finland. Den ligger i Masko i landskapet Egentliga Finland, i den sydvästra delen av landet.